# Isle of May
Het Isle of May is een Schots eilandje in de Firth of Forth. Het is slechts 1,8 km lang en minder dan een halve kilometer breed. Er is een schiereiland in het noorden, bekend als Rona. Er zijn geen permanente bewoners meer, maar het eiland was de plaats van een klooster (St. Adrian's Priory) tijdens de middeleeuwen. Ook was een dorpje, Kirkhaven genaamd.
Het Isle of May is eigendom van Scottish National Heritage. Op het eiland staan vogelobservatiecamera’s die vanuit het Scottish Seabird Centre in North Berwick worden bediend. 
Op 31 januari en 1 februari 1918, in dichte mist, botsten bij het eiland acht schepen van de Royal Navy tegen elkaar, met 104 doden tot gevolg. Er waren geen vijandelijke schepen in de buurt, maar het incident wordt desondanks ironisch de Battle of May genoemd.

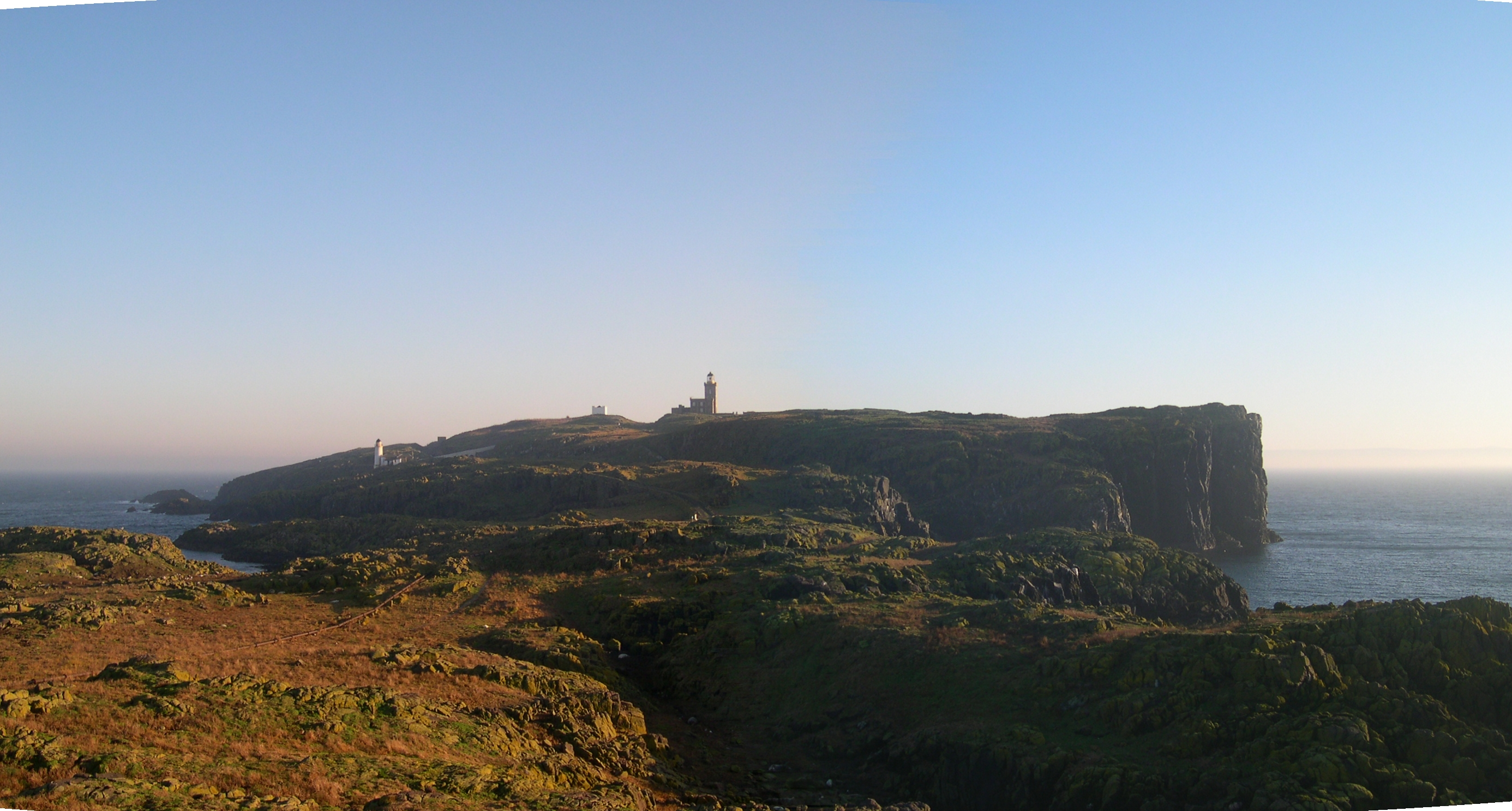
May vanuit het noorden

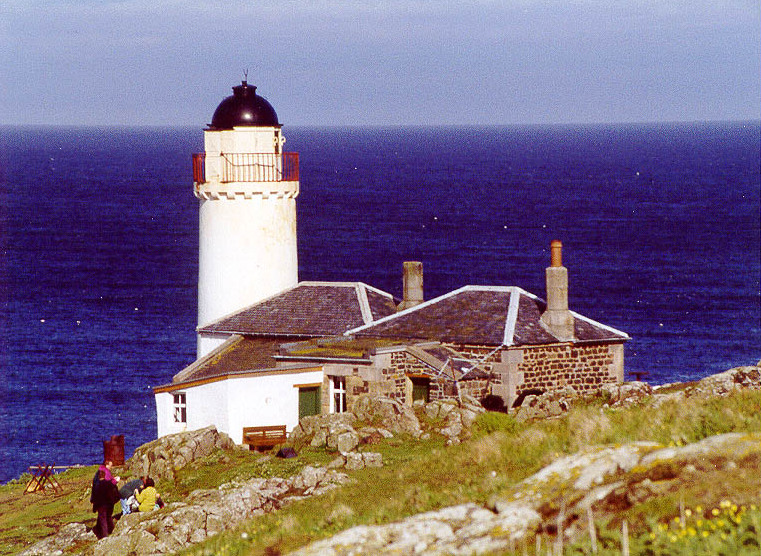
Vuurtoren, later vogelobservatiepost